# Österreich-Rundfahrt 2013
Die 65. Österreich-Rundfahrt war ein Straßenradrennen, das vom 30. Juni bis 7. Juli 2013 stattfand. Das 1115 Kilometer lange Etappenrennen gehörte zur UCI Europe Tour 2013 und wurde dort in die höchste Kategorie 2. Hors Catégorie eingestuft. Die Tour führte durch sieben der neun österreichischen Bundesländer, lediglich Oberösterreich und Vorarlberg wurden von ihr nicht durchfahren.

## Teilnehmende Teams
An den Start gingen neun UCI ProTeams, vier UCI Professional Continental Teams und fünf UCI Continental Teams.
| ProTeams Astana Pro Team (AST) BMC Racing Team (BMC) Katusha (KAT) Cannondale Pro Cycling (CAN) Omega Pharma-Quick Step (OPQ) RadioShack Leopard (RLT) Lotto Belisol (LTB) Sky ProCycling (SKY) Team Saxo-Tinkoff (TST) | Professional Continental Teams MTN Qhubeka (MTN) Cofidis, Solutions Crédits (COF) IAM Cycling (IAM) Androni Giocattoli-Venezuela (AND) | UCI Continental Teams Gourmetfein Simplon (GMS) Team Vorarlberg (VBG) Tirol Cycling Team (TIR) WSA (WSA) ARBÖ Gebrüder Weiss-Oberndorfer (KTM) |

## Etappenübersicht
| Etappe | Datum    | Start – Ziel                              | Typ               | Distanz | Etappensieger            |
| ------ | -------- | ----------------------------------------- | ----------------- | ------- | ------------------------ |
| 1.     | 30. Juni | Innsbruck – Kühtai                        | Hochgebirgsetappe | 134,9   | Kevin Seeldraeyers (AST) |
| 2.     | 1. Juli  | Innsbruck – Kitzbüheler Horn              | Hochgebirgsetappe | 157,4   | Kevin Seeldraeyers (AST) |
| 3.     | 2. Juli  | Heiligenblut – Matrei in Osttirol         | Hügelige Etappe   | 119,7   | Thor Hushovd (BMC)       |
| 4.     | 3. Juli  | Matrei in Osttirol – St. Johann/Alpendorf | Hochgebirgsetappe | 146,0   | Mathias Frank (BMC)      |
| 5.     | 4. Juli  | St. Johann/Alpendorf – Sonntagberg        | Bergetappe        | 228,3   | Mathias Frank (BMC)      |
| 6.     | 5. Juli  | Maria Taferl – Poysdorf                   | Hügelige Etappe   | 182,0   | Gerald Ciolek (MTN)      |
| 7.     | 6. Juli  | Podersdorf – Podersdorf (EZF)             | Zeitfahren        | 24,1    | Fabian Cancellara (RLT)  |
| 8.     | 7. Juli  | Podersdorf – Wiener Burgtheater           | Flachetappe       | 122,8   | Omar Bertazzo (AND)      |

## Wertungsübersicht
| Etappe         | Etappensieger      | Gesamtwertung      | Punktewertung      | Bergwertung        | Nachwuchswertung   | Teamwertung     |
| -------------- | ------------------ | ------------------ | ------------------ | ------------------ | ------------------ | --------------- |
| 1              | Kevin Seeldraeyers | Kevin Seeldraeyers | Kevin Seeldraeyers | Riccardo Zoidl     | Joe Dombrowski     | Astana Pro Team |
| 2              | Kevin Seeldraeyers | Kevin Seeldraeyers | Kevin Seeldraeyers | Kevin Seeldraeyers | Fabio Aru          | Astana Pro Team |
| 3              | Thor Hushovd       | Kevin Seeldraeyers | Kevin Seeldraeyers | Kevin Seeldraeyers | Fabio Aru          | Astana Pro Team |
| 4              | Mathias Frank      | Kevin Seeldraeyers | Kevin Seeldraeyers | Kevin Seeldraeyers | Fabio Aru          | Astana Pro Team |
| 5              | Mathias Frank      | Kevin Seeldraeyers | Kevin Seeldraeyers | Kevin Seeldraeyers | Sergei Tschernezki | Astana Pro Team |
| 6              | Gerald Ciolek      | Kevin Seeldraeyers | Kevin Seeldraeyers | Kevin Seeldraeyers | Sergei Tschernezki | Astana Pro Team |
| 7              | Fabian Cancellara  | Riccardo Zoidl     | Kevin Seeldraeyers | Kevin Seeldraeyers | Sergei Tschernezki | Astana Pro Team |
| 8              | Omar Bertazzo      | Riccardo Zoidl     | Kevin Seeldraeyers | Kevin Seeldraeyers | Sergei Tschernezki | Astana Pro Team |
| Wertungssieger | Wertungssieger     | Riccardo Zoidl     | Kevin Seeldraeyers | Kevin Seeldraeyers | Sergei Tschernezki | Astana Pro Team |